# Thorigny
 Thorigny  es una población y comuna francesa, en la región de Países del Loira, departamento de Vendée, en el distrito de La Roche-sur-Yon y cantón de La Roche-sur-Yon-Sud.

## Demografía
| 1101 | 1001 | 926 | 819 | 828 | 881 |
| Para los censos de 1962 a 1999 la población legal corresponde a la población sin duplicidades (Fuente: INSEE [Consultar]) |      |     |     |     |     |